# Torremendo
Torremendo és una pedania de la localitat del municipi valencià d'Oriola, a la comarca del Baix Segura. Té 1.899 habitants.
Situada al sud del terme municipal oriolà, la pedania de Torremendo és la de major extensió de totes, seguida per la Murada. La partida rural està ocupada per la superfície boscosa de la serra d'Escalona, l'embassament de la Pedrera i per terrenys agrícoles majoritàriament de secà.

## Història
Torremendo està distribuït en quatre zones, conegudes com: El Molí, El Barri de la Mare de Déu, Las Cápitas i el nucli del mateix Torremendo.
L'origen del seu nom és narrat pels seus habitants com un home morú o de raça negra anomenat Mendo i que vivia en una de les coves (ara cobertes per l'embassament de la Pedrera) on havia situada una gran torre. (La Torre de Mendo = Torremendo).

## Geografia
Torremendo es troba envoltat de terres de cultiu de secà, que contrasta amb la gran superfície boscosa de la serra d'Escalona i la superfície aquàtica de l'embassament de la Pedrera. Aquesta zona posseeix un gran valor estratègic per als ocells, com queda patent a la seua declaració com a Zona d'especial protecció per a les aus (ZEPA). A banda de la importància per a les aus, serra Escalona conserva una important massa forestal, més densa en barrancs i ombries, formada principalment per pi blanc, arbocer, coscolla, llentiscle i margalló. Entre la seua fauna destaquen les aus rapinyaires i alguns interessants mamífers com la geneta i el gat montés. Està declarada com a lloc d'importància comunitària (LIC), a més de ser ZEPA, i està en tràmit la seua declaració com a parc natural.
Per la seua banda, l'embassament de la Pedrera, sorgit després de la construcció del transvasament Tajo-Segura, alberga una important flora, típica de zones humides, formada pel senill, el tamarix, sempervivum i juncus.
Situat en un dels enclavaments més elevats de la comarca (130M SNM), aquesta pedania es caracteritza per la seua tranquil·litat i per la seua proximitat a la naturalesa. Aquesta especial situació geogràfica la col·loca apartada de les grans urbs, però al seu torn prop de totes (Oriola 14km, Torrevella 19km, Múrcia 28km, autopista 14km). Un altre singular benefici d'aquest enclavament és la nul·la repercussió de les greus inundacions sofrides pel Baix Segura.
La partida rural de Torremendo abasta una important porció del municipi oriolà: limita al nord amb el municipi de Bigastre i la pedania oriolana d'Orxell; a l'oest amb el municipi de Múrcia; al sud amb el municipi del Pilar de la Foradada; a l'oest amb els municipis de Sant Miquel de les Salines, Xacarella i Los Montesinos.

## Política
Com que Torremendo és una pedania pertanyent a Oriola, l'administració de la pedania està directament a càrrec de l'Ajuntament d'Oriola, representat en la pedania per alcalde pedani, triat per l'alcalde d'Oriola, que és qui s'encarrega de traslladar-li els assumptes i les necessitats del poble a l'alcalde oriolà.
Torremendo és conegut per la seua lluita incansable, des de 1992 fins a l'actualitat, contra la corrupció de l'ajuntament oriolà, de la diputació alacantina i de diversos empresaris per la seua intenció d'instal·lar dos macro-abocadors de residus sòlids amb l'única fi que foren adjudicades les contractes als empresaris afins a aquests càrrecs polítics. Després de quasi 20 anys de lluita i gràcies a l'actuació del fiscal anticorrupció, un jutge va obrir el cas Brugal, en el qual hi ha imputats nombrosos càrrecs polítics i empresaris de la província.
Després de les eleccions municipals de 2011, va guanyar amb majoria simple el PP en aconseguir 12 regidors. No obstant, això l'alcaldia els va ser arrabassada després d'un pacte entre el PSOE (6 regidors), CLR-CLARO (4 regidors) i Els Verds (3 regidors), de manera que la líder dels últims, Monserrate Guillén, va convertirse en la primera alcaldessa oriolana procedent d'una pedania, concretament de Torremendo.

## Turisme
Aquesta localitat es caracteritza per l'alta taxa de residents procedents de la resta d'Europa que acudeixen per la tranquil·litat i el bon clima, principalment britànics i alemanys.
També es pot gaudir de l'esport de la caça ja que és una de les poques zones boscoses del sud de la província, o bé d'un agradable passeig a cavall, quad o 4X4.

## Economia
Es tracta d'un poble plenament agrícola, on la indústria és merament familiar i no té molta repercussió pel que a llocs de treball es refereix. És per això que és una de les poques localitats del sud-est ibèric amb una taxa quasi nul·la d'immigració.